# Botten, Norge
Botten är en tätort i Bamble kommun i Telemark fylke i södra Norge. Orten ligger där fylkesväg 363 möter fylkesväg 3360, vid sidan av Europaväg 18, mellan städerna Stathelle och Kragerø, i den södra delen av kommunen.